# Alastair Gray
Alastair Gray (* 22. Juni 1998 in Twickenham, London) ist ein britischer Tennisspieler aus England.

## Karriere
Gray spielte bis 2016 auf der ITF Junior Tour und nahm dort zweimal an einem Grand-Slam-Turnier teil. Beide Male schied er in Einzel und Doppel jeweils in der ersten Runde aus. In der Junior-Rangliste war er mit Rang 52 im Oktober 2016 am höchsten notiert.
Durch einzelne Teilnahmen an Profiturnieren der drittklassigen ITF Future Tour platzierte er sich 2016 auch erstmals bei den Profis in der Weltrangliste.
Im Jahr 2016 begann der Brite ein Studium an der Texas Christian University. Dort trat er in seinem zweiten Jahr auch im College-Team für College Tennis an und hat eine Bilanz von 14:9. Nachdem er sich 2018 den Meniskus riss, musste er zunächst lange pausieren und konnte für die Hall of Fame Open die ihm gewährte Wildcard für seine erste Teilnahme an einem ATP-Turnier nicht wahrnehmen. 2019 spielte er wieder Tennis und erreichte erstmals ein Future-Halbfinale im Einzel; im Doppel gewann er selbiges Turnier. Bei den Hall of Fame Open 2019 erhielt Gray schließlich wegen seiner Verletzung im Vorjahr eine Wildcard und spielte bei seinem Debüt auf der ATP Tour im Hauptfeld gegen Kamil Majchrzak, gegen den er in zwei Sätzen mit 3:6, 4:6 verlor. Aktuell ist er wieder in der Weltrangliste notiert.